# Winfried Schäfer
Pour les articles homonymes, voir Schäfer.
Winfried « Winnie » Schäfer, né le 10 janvier 1950 à Mayen, est un footballeur allemand devenu entraîneur.

## Carrière d'entraîneur
Winfried Schäfer est nommé entraîneur du Karlsruher SC, dont il a porté le maillot en tant que joueur, en 1986. À ce moment-là le club évolue en deuxième division allemande. Dès sa première saison il obtient la montée en Bundesliga en finissant à la deuxième place du championnat.
Dans un premier temps Winfried Schäfer va stabiliser le club en Bundesliga en finissant toujours en deuxième moitié de tableau mais à l'abri de la relégation : 15e en 1988, 11e en 1989, 10e en 1990 et 13e en 1991.
À partir de la saison 1991-1992, le club va s'installer dans la première partie de tableau du championnat d'Allemagne : 8e en 1992, 6e en 1993, 6e en 1994, 8e en 1995, 7e en 1996 et 6e en 1997. Cette période correspond à la plus belle de l'histoire du club. Il participe ainsi à plusieurs reprises à la Coupe de l'UEFA dont il atteint même les demi-finales en 1994. Le club élimine cette saison-là des clubs réputés comme le PSV Eindhoven, les Girondins de Bordeaux et le FC Valence après une confrontation mémorable (victoire 7-0 au retour à Karlsruhe après une défaite 3-1 à l'aller en Espagne). Il s'incline également en finale de Coupe d'Allemagne en 1996 face à Kaiserslautern.
Après onze années presque idylliques, le club réalise une très mauvaise saison 1997-1998 et est contraint de se battre pour ne pas être relégué. En mars 1998, il est licencié par sa direction après avoir passé près de douze ans à la tête du club. Son départ n'empêchera pas la relégation du club à la fin de la saison.
Par la suite, il prend pendant un court moment la tête du VfB Stuttgart puis du Tennis Borussia Berlin qui évoluait en deuxième division et avait un ambitieux projet avec le recrutements d'internationaux comme Suchoparek ou Kiriakov. Malheureusement pour lui ces deux expériences ne sont pas couronnés de succès.
En 2001, il est nommé sélectionneur du Cameroun. Pour sa première compétition à la tête de cette sélection, il remporte la CAN 2002. L'expédition pour la Coupe du monde de football 2002 en Corée-Japon est en revanche un demi-échec puisque les Lions indomptables ne finissent que troisièmes de leur groupe derrière l'Allemagne et l'Irlande et sont donc éliminés dès le premier tour. En 2003, il est finaliste de la Coupe des confédérations où il s'incline face à la France. Après une élimination en quart de finale de la CAN 2004, Schäfer quitte son poste.
Par la suite, il a entrainé Al-Ahli Dubaï et Al-Aïn aux Émirats arabes unis avec succès. Le 10 juin 2010, il signe un contrat de deux ans avec le club du FK Bakou puis est nommé sélectionneur de la Thaïlande pour trois ans en juin 2011.
En juillet 2013, il prend les rênes de l'équipe de Jamaïque à seulement quelques mois de la fin des éliminatoires pour la Coupe du monde 2014. Deux ans plus tard, il emmène les Reggae Boyz en finale de la Gold Cup 2015, une première pour cette équipe caribéenne.

## Palmarès (joueur)
- Borussia M'Gladbach
  - Vainqueur de la coupe de l'UEFA en 1979.
  - Finaliste de la coupe de l'UEFA en 1980.
  - Champion d'Allemagne en 1970.
  - 2e du championnat d'Allemagne en 1978.
  - Vainqueur de la coupe d'Allemagne en 1970.
  - Finaliste de la coupe d'Allemagne en 1984.

## Palmarès (entraîneur)
- Karlsruher SC
  - Finaliste de la coupe d'Allemagne en 1996.
  - Demi-finaliste de la coupe de l'UEFA en 1994.

- Cameroun
  - Vainqueur de la coupe d'Afrique des nations en 2002.
  - Finaliste de la coupe des confédérations en 2003.

- Al-Ahli Dubaï
  - Champion des Émirats arabes unis en 2006.

- Al-Aïn
  - Vainqueur de la coupe des Émirats arabes unis en 2008.
  - Vainqueur de l'Etisalat Emirates Cup en 2009.
  - Vainqueur de la supercoupe des Émirats arabes unis en 2009.

- Jamaïque
  - Vainqueur de la coupe caribéenne des nations en 2014.
  - Finaliste de la Gold Cup en 2015.

- Esteghlal Téhéran
  - Vainqueur de la Coupe d'Iran en 2018

## Politique
En 2004, il est élu conseiller municipal de la ville de Ettlingen.